# آبشار مانیدو
آبشار مانیدو (به انگلیسی: Manido Falls) آبشاری است که در میشیگان، ایالات متحده آمریکا واقع شده و ارتفاع کلی ریزشگاه آن ۲۰ پا (۶ متر) است.